# Armijska grupa Rohr
Armijska grupa Rohr (njem. Armeegruppe Rohr) je bila vojna formacija austrougarske vojske u Prvom svjetskom ratu. Tijekom Prvog svjetskog rata djelovala je na Talijanskom bojištu.

## Povijest
Armijska grupa Rohr formirana je u 24. svibnja 1915. od jedinica koja su do tada činile Grupu Rohr. Njezinim zapovjednikom imenovan je Franz Rohr kojemu je načelnik stožera bio podmaršal Karl Scotti. Sjedište stožera armijske grupe bilo je u Villachu. Armijska grupa nalazila se u sastavu Jugozapadnog fronta, te je na Talijanskom bojištu držala položaje na južnim dijelovima koruških Alpa radi zaštite Koruške od prodora talijanskih snaga. U sastav armijske grupe ušle su 92. pješačka divizija, 57. gorska, te 59. gorska brigada koja je premještena s Istočnog bojišta.

Tijekom postojanja postrojbe u sastavu armijske grupe, osim u graničnim borbama, u nisu sudjelovale nekim značajnijim ratnim operacijama. Armijska grupa Rohr rasformirana je 23. siječnja 1916. godine kada je na osnovi njezinih jedinica formirana 10. armija.

## Zapovjednici
Franz Rohr (24. svibnja 1915. – 23. siječnja 1916.)

## Načelnici stožera
Karl Scotti (24. svibnja 1915. – 23. siječnja 1916.) 

## Sastav
- svibanj 1915.: 92. pješačka divizija, 58. gorska brigada, 59. gorska brigada
- kolovoz 1915.: 48. pješačka divizija, Grupa Fernengel, 92. pješačka divizija, 44. zaštitna divizija
- listopad 1915.: 48. pješačka divizija, 94. pješačka divizija, 92. pješačka divizija, 44. zaštitna divizija
- prosinac 1915.: 48. pješačka divizija, 94. pješačka divizija, 92. pješačka divizija, 44. zaštitna divizija, XV. korpus

## Vojni raspored Armijske grupe Rohr u svibnju 1915.
Zapovjednik: general konjice Franz Rohr

Načelnik stožera: podmaršal Karl Scotti
- 92. pješačka divizija (podmrš. Langer)
  - 183. pješačka brigada (genboj. Gössmann)
  - 184. pješačka brigada (genboj. Jaschke)

- 57. gorska brigada (genboj. Lanzinger)

- 59. gorska brigada (genboj. Fernengel)

## Vojni raspored Armijske grupe Rohr u listopadu 1915.
Zapovjednik: general konjice Franz Rohr

Načelnik stožera: podmaršal Karl Scotti
- 48. pješačka divizija (podmrš. Gabriel)
  - Pododsjek Fasser (puk. Fasser)
  - 11. gorska brigada (genboj. Lawrowski)
  - 12. gorska brigada (princ Schwarzenberg)

- 94. pješačka divizija (podmrš. Kuczera)
  - Pododsjek Zapad (potpuk. Gautsch)
  - Pododsjek Istok (potpuk. Fritsch)

- 92. pješačka divizija (genboj. Fernengel)
  - 57. gorska brigada (genboj. Henneberg)
  - 59. gorska brigada (puk. Dietrich)

- 44. zaštitna divizija (genboj. Nemeczek)
  - Pododsjek Schuschnig (puk. Schuschnig)
  - 44. zaštitna brigada (puk. Majewski)
  - 87. zaštitna brigada (genboj. Jellenchich)Položaji Armijske grupe Rohr u listopadu 1915.

## Vanjske poveznice
(eng.) Armijska grupa Rohr na stranici Austrianphilately.com  Arhivirana inačica izvorne stranice od 20. ožujka 2021. (Wayback Machine)

(eng.) Armijska grupa Rohr na stranici Austro-Hungarian-Army.co.uk

(češ.) Armijska grupa Rohr na stranici Valka.cz